# Скрученно удлинённая пятиугольная пирамида
Скру́ченно удлинённая пятиуго́льная пирами́да, или отсечённый икоса́эдр — один из многогранников Джонсона (J11, по Залгаллеру — М3+А5).
Составлена из 16 граней: 15 правильных треугольников и 1 правильного пятиугольника. Пятиугольная грань окружена пятью треугольными; среди треугольных 5 граней окружены пятиугольной и двумя треугольными, другие 10 — тремя треугольными.
Имеет 25 рёбер одинаковой длины. 5 рёбер располагаются между пятиугольной и треугольной гранями, остальные 20 — между двумя треугольными.
У скрученно удлинённой пятиугольной пирамиды 11 вершин. В 5 вершинах сходятся пятиугольная грань и три треугольных; в остальных 6 — пять треугольных.
Скрученно удлинённую пятиугольную пирамиду можно получить из правильной пятиугольной пирамиды (J2) и правильной пятиугольной антипризмы, все рёбра у которых одинаковой длины, — приложив основание пирамиды к одному из оснований антипризмы.
Кроме того, скрученно удлинённую пятиугольную пирамиду можно получить из икосаэдра, отсекши от того пятиугольную пирамиду. Вершины полученного многогранника — 11 из 12 вершин икосаэдра, рёбра — 25 из 30 рёбер икосаэдра; отсюда ясно, что у скрученно удлинённой пятиугольной пирамиды тоже существуют описанная и полувписанная сферы, причём они совпадают с описанной и полувписанной сферами исходного икосаэдра.

## Метрические характеристики
Если скрученно удлинённая пятиугольная пирамида имеет ребро длины {\displaystyle a}, её площадь поверхности и объём выражаются как
{\displaystyle S={\frac {1}{4}}\left(15{\sqrt {3}}+{\sqrt {25+10{\sqrt {5}}}}\right)a^{2}\approx 8{,}2156679a^{2},}
{\displaystyle V={\frac {1}{24}}\left(25+9{\sqrt {5}}\right)a^{3}\approx 1{,}8801922a^{3}.}
Радиус описанной сферы (проходящей через все вершины многогранника) при этом будет равен
{\displaystyle R={\frac {1}{4}}{\sqrt {10+2{\sqrt {5}}}}\;a\approx 0{,}9510565a;}
радиус полувписанной сферы (касающейся всех рёбер в их серединах) —
{\displaystyle \rho ={\frac {1}{4}}\left(1+{\sqrt {5}}\right)a\approx 0{,}8090170a.}